# O Isqueiro Mágico (filme)
Das Feuerzeug (O Isqueiro Mágico) é um filme de Siegfried Hartmann, de 1959, produzido pela DEFA, produtora de filmes da antiga Alemanha Oriental. O enredo é baseado no conto de fadas Das Feuerzeug (O Isqueiro Mágico), de Hans Christian Andersen, e narra a história de um jovem soldado que, na volta para casa, encontra um isqueiro com propriedades mágicas.

## Enredo
Um soldado retorna para sua terra natal após cumprir seu dever na guerra. No caminho para a cidade, ele encontra uma velha bruxa, que quer recuperar o isqueiro mágico que sua avó esqueceu dentro de uma árvore oca, na última vez que esteve nela. Ela diz que ele pode ter a quantidade de dinheiro que quiser. Sorridente, ele pergunta o que deveria fazer em troca, e a bruxa responde que ele deve apenas levar o isqueiro mágico para a superfície. Disposto, ele escala o tronco e desce pelo buraco com uma corda. Quando o soldado chega ao fundo da árvore, se depara com três portas. Atrás de cada uma delas havia um cachorro. Eles vigiavam arcas com moedas de ouro, prata e cobre. O soldado se serve de cada uma das arcas e depois é puxado pela bruxa para a superfície novamente. Porém, antes de chegar lá, a bruxa grita que ele deve primeiro jogar o isqueiro mágico para ela. Ele ordena que ela o puxe completamente primeiro, mas ela solta a corda. Ele ainda é capaz de se segurar e sair sozinho. A bruxa se transforma em uma serpente, que o soldado mata com um sabre. A seguir, ele volta a andar em direção a sua terra natal.
Chegando lá, ele dá às crianças pobres um pouco de sua riqueza, e ajuda um menino a virar aprendiz de um pobre sapateiro. Antes, o menino havia sido afugentado por um mestre sapateiro rico por não poder pagar a taxa de aprendizagem. Depois dessa boa ação, o soldado se permitiu comer uma boa refeição e alugar um bom quarto na melhor estalagem da cidade. Também se deixou viver uma vida de luxo, comprando roupas novas. Depois de gastar todo seu dinheiro e, por conseguinte, perder todos o amigos falsos que comiam até se fartar às suas custas, ele teve que se mudar para uma pousada miserável, dando sua bota de cano longo nova como pagamento. Porém, o pobre sapateiro não o esqueceu, e ordenou que seu novo aprendiz levasse comida para o soldado diariamente. Enquanto o soldado costurava suas roupas na penumbra do dia, ele tentou acender uma vela com o isqueiro da bruxa e acabou descobrindo seu segredo: os cachorros da árvore oca apareceram, e ele pediu que fossem buscar mais do metal precioso. Assim, ele deixou de ser endividado, e o dono da pousada tenta bajulá-lo do mesmo modo que os amigos falsos de antes.Na praça do mercado, chega aos ouvidos do soldado que o rei confinou sua belíssima filha em um palácio alaranjado, por conta de uma antiga profecia que dizia que ele a perderia para um soldado comum. Naquela noite, o soldado manda um dos cachorros levar a princesa adormecida até ele, e fica encantado ao vê-la. Na manhã seguinte, a princesa relata isso aos seus pais, que ordenam que na madrugada seguinte a camareira vigie a cama da princesa. Essa promete ter mais cuidado. Na noite seguinte, o cão aparece mais uma vez e apanha a princesa diante dos olhos arregalados da camareira. A camareira vai atrás deles e desenha uma cruz de giz na porta de entrada da residência habitada pelo soldado. Porém, o soldado percebe por causa do cachorro e faz o mesmo sinal em todas as portas da rua. A camareira, confiante de que tinha se saído vitoriosa, pretende mostrar a porta marcada ao casal real no dia seguinte, porém, isso acaba sendo um fiasco.
O soldado chega em uma das noites seguintes no quarto da princesa e é preso imediatamente. Quando ele está prestes a ser enforcado, pede permissão para fumar um último cachimbo. Ele encarrega o jovem aprendiz de sapateiro de ir buscar o isqueiro mágico na estalagem. Ele deve escalar uma árvore para chegar ao quarto do soldado porque todos os habitantes deixaram suas casas trancadas, assim como a estalagem. Contudo, um policial descobre o menino e o pega ao descer. O menino se liberta e finalmente traz o isqueiro mágico para o soldado, que o acende três vezes. No mesmo instante, os três cachorros gigantes aparecem, se viram para os guardas e todas outras pessoas cruéis e os afugentam da cidade. O rei não é mais capaz de se opor ao cumprimento da profecia e dá a mão de sua filha ao soldado.

## Plano de Fundo
O Isqueiro Mágico foi filmado em uma floresta próxima de Potsdam. O carvalho oco, no qual o soldado encontrou o ouro e o isqueiro, foi construído artificialmente para o filme. O plano de fundo da cidade que é visto no filme, composto por casas enxaimel, foi preparado anteriormente para a filmagem de Zar und Zimmermann.
O filme estreou em 18 de abril de 1959 em Berlim e chegou aos cinemas da Alemanha Oriental no dia 24 de abril de 1959. Em abril de 1961, estreou nos cinemas da República Federal da Alemanha, e no dia 13 de janeiro de 1973 foi exibido na emissora DFF, pela primeira vez nas televisões. A Progress Film-Verleih assumiu as licenças e a distribuição do filme. O filme chegou em vídeo em 1997 e em DVD em 2002. Com mais de cinco milhões de espectadores nas contagens da Alemanha Oriental, O Isqueiro Mágico é um dos filmes de conto de fadas mais bem-sucedidos da DEFA.

## Crítica
"É também um filme de conto de fadas baseado em Andersen com uma técnica de animação bem produzida, e com conteúdo e interpretação dignos de serem mostrados às crianças", opinou a revista de cinema film-dienst.
O filme também chegou em 1961 aos cinemas da República Federativa da Alemanha, embora houvesse ressalvas contra o filme. "O filme [...] é divertido e comovente, mas não é adequado apresentá-lo na Alemanha", disseram os distribuidores. Sendo assim "não é apropriado o filme mostrar o reflexo da crueldade dos ricos e, no final, apresentar uma espécie de revolução na qual o povo afugenta os governantes".
A revista de cinema alemã epd Film também teceu elogios e críticas: "Finalmente pode-se esquecer do diletantismo desta área. Contudo, somos contra esse filme devido à mudança tendenciosa em relação ao material original".

## Literatura
- Das Feuerzeug. In: DEFA-Stiftung (Hrsg.): Die DEFA-Märchenfilme. Zweitausendeins, Frankfurt am Main 2010, ISBN 978-3-00-032589-2, S. 54–59.
- Das Feuerzeug In: Ingelore König, Dieter Wiedemann, Lothar Wolf (Hrsg.): Zwischen Marx und Muck. DEFA-Filme für Kinder. Henschel, Berlin 1996, ISBN 3-89487-234-9, S. 116–118.